# Чемпионат Европы по гребле на байдарках и каноэ 1961
6-й чемпионат Европы по гребле на байдарках и каноэ прошёл с 18 по 20 августа 1961 года на озере Мальта в Познани (Польша). В нём приняли участие представители 20 стран. Было разыграно 15 комплектов наград. Программа чемпионата включала в себя 4 спринта на каноэ и 9 спринтов на байдарках среди мужчин, а также 2 спринта на байдарках среди женщин1.

## Медалисты

### Мужчины

#### Каноэ
| Дисциплина  | Золото                                   | Время    | Серебро                                  | Время    | Бронза                                     | Время    |
| C-1 1000 м  | Андрей Химич (СССР)                      | 4:36,00  | Уве Эмануэльссон (Швеция)                | 4:37,40  | Виталий Галков (СССР)                      | 4:38,50  |
| C-1 10000 м | Янош Парти (Венгрия)                     | 53:14,00 | Тибор Полакович (Чехословакия)           | 53:23,60 | Андрей Химич (СССР)                        | 54:37,50 |
| C-2 1000 м  | Румыния · Аким Сидоров · Алексе Якович   | 4:05,90  | СССР · Степан Ощепков · Александр Силаев | 4:06,60  | Венгрия · Габор Мате · Оскар Файкс         | 4:06,70  |
| C-2 10000 м | СССР · Леонид Гейштор · Сергей Макаренко | 47:42,80 | СССР · Степан Ощепков · Александр Силаев | 48:24,30 | Румыния · Лавренте Калинов · Михай Сомовчи | 48:33,80 |

#### Байдарки
| Дисциплина           | Золото                                                                     | Время    | Серебро                                                                       | Время    | Бронза                                                                     | Время    |
| K-1 500 м            | Аурел Вернеску (Румыния)                                                   | 1:49,10  | Эрик Хансен (Дания)                                                           | 1:49,30  | Василе Никоарэ (Румыния)                                                   | 1:50,20  |
| K-1 1000 м           | Карл фон Гербер (Швеция)                                                   | 4:12,60  | Василе Никоарэ (Румыния)                                                      | 4:13,50  | Эрик Хансен (Дания)                                                        | 4:14,80  |
| K-1 10000 м          | Фриц Бриль (ФРГ)                                                           | 46:03,30 | Стиг Андерссон (Швеция)                                                       | 46:06,60 | Антониус Гёртс (Нидерланды)                                                | 46:09,70 |
| K-1 4×500 м эстафета | ФРГ · Фридхельм Венцке · Хайнц Бюкер · Фриц Бриль · Пауль Ланге            | 8:30,50  | Венгрия · Имре Кемечеи · Дьёрдь Месарош · Имре Сёллёши · Ласло Фабиан         | 8:39,50  | ГДР · Гюнтер Перлеберг · Вольфганг Ланге · Зигфрид Россберг · Дитер Краузе | 8:40,30  |
| K-2 500 м            | Румыния · Николае Артимов · Андрей Концоленко                              | 1:43,00  | Польша · Стефан Капланяк · Владислав Зелиньский                               | 1:43,50  | Венгрия · Андраш Сенте · Дьёрдь Месарош                                    | 1:45,20  |
| K-2 1000 м           | Венгрия · Имре Сёллёши · Ласло Фабиан                                      | 3:42,10  | Венгрия · Андраш Сенте · Дьёрдь Месарош                                       | 3:44,20  | ГДР · Гюнтер Хольцвойт · Вольфганг Нидриг                                  | 3:44,40  |
| K-2 10000 м          | Венгрия · Имре Сёллёши · Ласло Фабиан                                      | 42:20,60 | ФРГ · Эрих Зурбиер · Зигфрид Броска                                           | 42:47,50 | СССР · Игорь Писарев · Ибрагим Хасанов                                     | 42:49,00 |
| K-4 1000 м           | ГДР · Вольфганг Ланге · Зигфрид Россберг · Гюнтер Перлеберг · Дитер Краузе | 3:15,20  | СССР · Борис Бырдин · Володар Звёздкин · Анатолий Гришин · Константин Назаров | 3:17,10  | Венгрия · Имре Кемечеи · Андраш Сенте · Дьёрдь Месарош · Ласло Надь        | 3:17,50  |
| K-4 10000 м          | Венгрия · Дьёрдь Цинк · Янош Петроци · Андраш Сован · Ласло Ириги          | 38:29,80 | СССР · Анатолий Гришин · Борис Бырдин · Володар Звёздкин · Константин Назаров | 38:41,90 | ФРГ · Хайнц Аккерс · Георг Лиц · Петер Аккерс · Хуберт Биргельс            | 38:42,30 |

### Женщины

#### Байдарки
| Дисциплина | Золото                                                                           | Время   | Серебро                                                                          | Время   | Бронза                                                          | Время   |
| K-1 500 м  | Антонина Середина (СССР)                                                         | 2:09,40 | Нина Грузинцева (СССР)                                                           | 2:11,00 | Эльсе-Мари Линдмарк (Швеция)                                    | 2:12,20 |
| K-2 500 м  | СССР · Нина Грузинцева · Людмила Хведосюк                                        | 1:57,70 | СССР · Антонина Середина · Любовь Синичкина                                      | 1:58,60 | Венгрия · Клара Фрид · Герхартне Хеккер                         | 2:04,20 |
| K-4 500 м1 | СССР · Людмила Хведосюк · Надежда Левченко · Антонина Середина · Нина Грузинцева | 1:44,30 | СССР · Зоя Петерсон · Любовь Синичкина · Алевтина Григорьева · Лариса Климачкова | 1:47,50 | Венгрия · Клара Фрид · Вильма Эгреши · Сара Белла · Анико Балог | 1:51,10 |

↑ Во время этого турнира был также проведён женский спринт на байдарках-четвёрках на дистанции 500 метров, который на сайте Canoeresults.eu представлен как часть программы чемпионата. В то же время из доступных в интернете аглоязычных, немецкоязычных и русскоязычных источников следует, что данная дисциплина вошла в программу чемпионатов Европы лишь в 1965 году. В книге «Гребля на байдарках и каноэ: Справочник» о проведении женского спринта на байдарках-четвёрках во время этого чемпионата не упоминается вовсе, в другом советском справочнике «Спортивный ежегодник 1961» результаты данного спринта приведены, однако содержится пояснение, что он не входил в программу чемпионата Европы, и в нём разыгрывался специальный приз Федерации гребли на байдарках и каноэ Польши.

## Командный зачёт
| Место | Страна       | Золото | Серебро | Бронза | Всего |
| ----- | ------------ | ------ | ------- | ------ | ----- |
| 1     | СССР         | 4      | 6       | 3      | 13    |
| 2     | Венгрия      | 4      | 2       | 4      | 10    |
| 3     | Румыния      | 3      | 1       | 2      | 6     |
| 4     | ФРГ          | 2      | 1       | 1      | 4     |
| 5     | Швеция       | 1      | 2       | 1      | 4     |
| 6     | ГДР          | 1      | 0       | 2      | 3     |
| 7     | Дания        | 0      | 1       | 1      | 2     |
| 8     | Польша       | 0      | 1       | 0      | 1     |
| 8     | Чехословакия | 0      | 1       | 0      | 1     |
| 10    | Нидерланды   | 0      | 0       | 1      | 1     |
| Всего | Всего        | 15     | 15      | 15     | 45    |

 Страна — хозяйка соревнований